# Babacar Diallo
Babacar Diallo (Dakar, 25 marzo 1989) è un ex calciatore senegalese, di ruolo difensore.

## Caratteristiche tecniche
È un difensore centrale.

## Palmarès

### Club

#### Competizioni nazionali
- Campionato finlandese: 1

KuPS: 2019
- USL Championship: 1

Rochester Rhinos: 2015